# Eupithecia ichinosawana
Eupithecia ichinosawana är en fjärilsart som beskrevs av Matsumura 1925. Eupithecia ichinosawana ingår i släktet Eupithecia och familjen mätare. Inga underarter finns listade i Catalogue of Life.